# Mad Dog Vachon
Maurice Vachon (født 14. september 1929, død 21. november 2013), bedre kendt under ringnavnet "Mad Dog" Vachon, var en canadisk wrestler. Han var bror til wrestlerne Paul og Vivian Vachon og onkel til Luna Vachon. Han var én af de bedste heel-wrestlere i American Wrestling Association (AWA) og havde en karriere, der strakte sig over fire årtier. Desuden fungerede han også som lederen af én af wrestlingsportens mest vindende familier. I 2010 blev Vachon indsat i WWE Hall of Fame, og han nåede i sin karriere at vinde AWA World Heavyweight Championship fem gange, hvilket gør ham til en femdobbelt verdensmester. 

## VM-titler
Maurice Vachon blev femdobbelt verdensmester. Han vandt VM-titlen alle fem gange i American Wrestling Association (AWA).
| Nr. | VM-titel                           | Modstander        | Org. | Dato              | Show     | Dage | Efterfølger       |
| --- | ---------------------------------- | ----------------- | ---- | ----------------- | -------- | ---- | ----------------- |
| 1   | AWA World Heavyweight Championship | Verne Gagne       | AWA  | 2. maj 1964       | Liveshow | 14   | Verne Gagne       |
| 2   | AWA World Heavyweight Championship | Verne Gagne       | AWA  | 20. oktober 1964  | Liveshow | 207  | Mighty Igor Vodic |
| 3   | AWA World Heavyweight Championship | Mighty Igor Vodic | AWA  | 22. maj 1965      | Liveshow | 91   | The Crusher       |
| 4   | AWA World Heavyweight Championship | The Crusher       | AWA  | 12. november 1965 | Liveshow | 365  | Dick the Bruiser  |
| 5   | AWA World Heavyweight Championship | Dick The Bruiser  | AWA  | 19. november 1966 | Liveshow | 99   | Verne Gagne       |